# Dipartimento di Montevideo
Il dipartimento di Montevideo è il più piccolo dei 19 dipartimenti dell'Uruguay, prevalentemente costituito dalla capitale Montevideo.

## Geografia
Il dipartimento si estende su un'area di 525,54 km², dei quali circa il 60% è rappresentato dall'area rurale, mentre il restante 40% dall'area urbanizzata o potenzialmente urbanizzabile. Il punto di massima elevazione è il Cerro de Montevideo (132 metri sul livello del mare).
L'INE (Istituto Nazionale di Statistica dell'Uruguay), su base dati del censimento 2004, nel dipartimento di Montevideo ha rilevato una densità di 2 523 abitanti per km² e per il 2009 stimava la popolazione dipartimentale di Montevideo in 1.338.408 abitanti.

## Governo e amministrazione
| Dipartimento di Montevideo Centri Comunali, Municipi e Barrios |              | |
| Centro Comunale Zonale                                         | Municipio    | Barrio |
| CCZ N° 14 CCZ N° 17 CCZ N° 18                                  | Municipio A  | Villa del Cerro Casabó, Pajas Blancas La Paloma, Tomkinson, Rincón del Cerro La Teja Tres Ombúes, Pueblo Victoria Paso de la Arena, Los Bulevares, Santiago Vázquez Prado, Nueva Savona Belvedere Nuevo París Lezica, Melilla |
| CCZ N° 1 CCZ N° 2                                              | Municipio B  | Ciudad Vieja Centro Barrio Sur Cordón Palermo Parque Rodó Aguada Villa Muñoz, Goes, Retiro La Comercial Punta Carretas Tres Cruces                                                                                            |
| CCZ N° 3 CCZ N° 15 CCZ N° 16                                   | Municipio C  | Prado, Nueva Savona Aguada Villa Muñoz, Goes, Retiro La Comercial Capurro, Bella Vista, Arroyo Seco Reducto Atahualpa Jacinto Vera La Figurita Brazo Oriental Larrañaga Mercado Modelo, Bolívar Aires Puros                   |
| CCZ N° 4 CCZ N° 5                                              | Municipio CH | Punta Carretas Tres Cruces Larrañaga Pocitos Parque Batlle, Villa Dolores Buceo La Blanqueada |
| CCZ N° 10 CCZ N° 11                                            | Municipio D  | Mercado Modelo, Bolívar Aires Puros Castro - Pérez Castellanos Cerrito de la Victoria Las Acacias Casavalle, Barrio Borro Manga, Toledo Chico Villa Española Piedras Blancas Unión                                            |
| CCZ N° 6 CCZ N° 7 CCZ N° 8                                     | Municipio E  | Buceo La Blanqueada Unión Malvín Malvín Norte Punta Gorda Carrasco Carrasco Norte Las Canteras |
| CCZ N° 9                                                       | Municipio F  | Villa Española Piedras Blancas Unión Las Canteras Bañados de Carrasco Maroñas, Parque Guaraní Flor de Maroñas Punta de Rieles, Bella Italia Jardines del Hipódromo Ituzaingó Villa García, Manga Rural Manga                  |
| CCZ N° 12 CCZ N° 13                                            | Municipio G  | Belvedere Nuevo París Lezica, Melilla Paso de las Duranas Peñarol, Lavalleja Sayago Conciliación Colón Sureste, Abayubá Colón Centro y Noroeste                                                                               |

1. Ciudad Vieja
2. Centro
3. Barrio Sur
4. La Aguada
5. Villa Muñoz (Goes, Retiro)
6. Cordón
7. Palermo
8. Parque Rodó
9. Tres Cruces
10. La Comercial
11. Larrañaga
12. La Blanqueada
13. Parque Batlle-Villa Dolores
14. Pocitos
15. Punta Carretas
16. Unión
17. Buceo
18. Malvín
19. Malvín Norte
20. Las Canteras
21. Punta Gorda

1. Carrasco
2. Carrasco Norte
3. Bañados de Carrasco
4. Flor de Maroñas
5. Maroñas-Parque Guaraní
6. Villa Española
7. Ituzaingó
8. Castro - Pérez Castellanos
9. Mercado Modelo-Bolívar
10. Brazo Oriental
11. Jacinto Vera
12. La Figurita
13. Reducto
14. Capurro, Bella Vista-Arroyo Seco
15. Prado-Nueva Savona
16. Atahualpa
17. Aires Puros
18. Paso de las Duranas
19. Belvedere
20. La Teja
21. Tres Ombúes, Pueblo Victoria

1. Villa del Cerro
2. Casabó, Pajas Blancas
3. La Paloma, Tomkinson
4. Paso de la Arena, Los Bulevares, Rincón del Cerro, Santiago Vázquez
5. Nuevo París
6. Conciliación
7. Sayago
8. Peñarol-Lavalleja
9. Colón Centro y Noroeste
10. Lezica, Melilla
11. Colón Sudeste, Abayubá
12. Manga, Toledo Chico
13. Casavalle
14. Cerrito
15. Las Acacias
16. Jardines del Hipódromo
17. Piedras Blancas
18. Manga
19. Punta de Rieles, Bella Italia
20. Villa García, Manga Rural